# Колись, дурною головою…
«Колись, дурною головою…» — вірш Тараса Шевченка 1859 року, написаний у Черкасах.

## Написання та автографи
Зберігся чистовий автограф вірша і чистовий автограф у «Більшій книжці». Дата в чистовому автографі № 820: «21 июля, в Черкасах»; дата в «Більшій книжці» — «21 июля. Черкасы». Вірш датується за автографами: 21 липня 1859 року, місце написання — Черкаси. Первісний автограф не відомий.
Найраніший відомий текст — чистовий автограф на окремому аркуші, на звороті якого написано вірш «Сестрі». У 1859 році, не раніше 21 липня і не пізніше 18 серпня, твір переписано до «Більшої книжки». Чистовий автограф у «Більшій книжці» — остаточний текст твору.

## Публікація
Вперше вірш надруковано в журналі «Основа» (1862 рік, № 1, стор. 6) за «Більшою книжкою» із редакційною заміною слова в рядку 8: «На (обезславленій) землі». Вперше його введено до зібрання творів у виданні: «Кобзарь Тараса Шевченка / Коштом Д. Е. Кожанчикова» (СПб., 1867 рік, за першодруком).

## Сюжет
Цей вірш поет створив, чекаючи в Черкасах розв'язання своєї справи після арешту в середині липня 1859 року. Гнівні нарікання на переслідування ненависними «пілатами» служителями самодержавства («І де я в світі заховаюсь?») поєднуються у вірші з тривожними роздумами про свою дальшу долю поета.
Шевченка непокоїть думка, що арешт знову може позбавити його можливості творити для людей, що йому доведеться «Валятись, старітися, гнить, // Умерти й сліду не покинуть…». А це для поета — найстрашніше.